# Saint-Hippolyte (Indre-et-Loire)
Saint-Hippolyte település Franciaországban, Indre-et-Loire megyében. Lakosainak száma 620 fő (2022. január 1.). Saint-Hippolyte Fléré-la-Rivière, Saint-Cyran-du-Jambot, Bridoré, Loché-sur-Indrois, Saint-Jean-Saint-Germain, Sennevières és Verneuil-sur-Indre községekkel határos.

## Népesség
A település népessége az elmúlt években az alábbi módon változott:
| Lakosok száma | 782  | 636  | 627  | 539  | 619  | 635  | 646  | 623  | 618  | 620  |
|               | 1968 | 1982 | 1990 | 2006 | 2013 | 2015 | 2017 | 2019 | 2020 | 2022 |